# Spiderman (fumetto nero)
Spiderman - L'uomo ragno (in originale The spider) è stata una serie a fumetti inglese di genere nero pubblicata isulla rivista Lion dal 26 giugno 1965 al 26 aprile 1969 e poi, sulla scia del successo di Diabolik tradotta in Italia dalle Edizioni Bianconi dal 1967 al 1968. Non è da confondere con lo Spider-Man creato nel novembre 1962 da Stan Lee e Steve Ditko, a distinguerlo dall'originale americano la mancanza nella testata del trattino fra le parole spider e man.

## Storia editoriale
La serie esordisce in edicola nella Collana Ringo nell'agosto del 1967 e viene stampata mensilmente per dodici numeri dalla casa editrice Bianconi fino all'ottobre 1968 proponendo in traduzione una serie pubblicata inizialmente dalla londinese Fleetway; il personaggio è stato realizzato da diversi disegnatori, tra i quali Giorgio Trevisan mentre le copertine sono quasi tutte di Emilio Uberti. Successivamente, dopo la chiusura della prima serie, le storie continuano in appendice alla Collana Cobra pubblicata tra il settembre 1968 e il febbraio 1969 per sei episodi.

## Biografia del personaggio
La serie narra le vicende di uno geniale scienziato che usa per i suoi loschi fini la "spidermateria", una sorta di ragnatela dalla quale è impossibile liberarsi. Fisicamente è un uomo agile e longilineo dalla pettinatura che ricorda molto quella di Diabolik e dalle orecchie a punta come Spock. Ha una tuta con un esoscheletro che ne accresce la forza fisica e l'agilità e una pistola con la quale spara gas e spidermateria che usa per arrampicarsi sulle pareti e bloccare le sue vittime. Ha anche capacità ipnotiche che gli permettono di essere particolarmente persuasivo e pericoloso. Vive in un castello scozzese ricostruito negli Stati Uniti dove vive con i suoi due collaboratori, il professor Pelham e lo scassinatore Roy Ordini insieme ai quali organizza reati che trovano l'opposizione del Tenente Bob Gilmore e del Sergente Pete Trask. Differisce dai fumetti neri dell'epoca per i toni fantascientifici.

## Albi
| N° | Data           | Titolo originale            | Titolo                         | Note                                   |
| -- | -------------- | --------------------------- | ------------------------------ | -------------------------------------- |
| 1  | agosto 1967    | The man who stole Manhattan | L'uomo che rubò Manhattan      |                                        |
| 2  | settembre 1967 | The power professor         |                                |                                        |
| 3  | ottobre 1967   | Lost world                  | Un mondo perduto               |                                        |
| 4  | novembre 1967  | Crime industry              | L'industria del crimine        |                                        |
| 5  | dicembre 1967  | The bubbles of justice      |                                | Scompare il sottotitolo "L'uomo ragno" |
| 6  | gennaio 1968   | The immortals               |                                |                                        |
| 7  | febbraio 1968  | Heart of stone              |                                |                                        |
| 8  | marzo 1968     | The scarecrow               |                                |                                        |
| 9  | aprile 1968    | The dimension dominator     | Il dominatore della dimensione |                                        |
| 10 | giugno 1968    | Checkmate                   | Scacco matto                   |                                        |
| 11 | agosto 1968    | The crime melody            |                                |                                        |
| 12 | ottobre 1968   | Dangerous game              |                                |                                        |